# República Soviética de Ucrania
La República Soviética de Ucrania (ucraniano: Українська Радянська Республіка, ruso: Украинская Советская Республика) fue una efímera república soviética formada por los bolcheviques en Járkov en 1918.

## Historia
El 17 de diciembre de 1917, el gobierno bolchevique de Lenin en Petrogrado envía a Vladímir Antónov-Ovséyenko con 30.000 guardias rojos hacia el territorio ucraniano, animando a los militantes bolcheviques a alzarse contra la República Popular Ucraniana para tomar el poder. El 24 de diciembre, se produce una revuelta en Járkov y un día después el Primer Congreso Panucraniano de los Sóviets proclamó en Járkov la República Popular Ucraniana de los Sóviets. Al día siguiente, el 26, entraba Antónov-Ovséyenko en la ciudad. Sus fuerzas toman rápidamente Lozová y Yekaterinoslav (9 de enero de 1918), Oleksándrivsk (día 15), Konotop (16), Hlújiv (19), Poltava (20) y Bájmach (27).
Inicialmente los bolcheviques ucranianos no pudieron tener a Kiev de capital porque la insurrección en la ciudad, iniciada el 29 de enero de 1918, fue rápidamente sofocada el 4 de febrero. Sin embargo, la situación de la Rada Central Ucraniana se hizo insostenible y el 8 debieron evacuar su capital, en la jornada siguiente entraron los bolcheviques. El 12 de febrero, la capital se trasladó a Kiev, pero en Járkov un grupo de bolcheviques descontentos proclamaron la República Soviética de Donetsk, siguiendo el ejemplo de la República Soviética de Odesa del 30 de enero.
El 9 de febrero de 1918, la República Popular Ucraniana firmó el Tratado de Brest-Litovsk con los Imperios Centrales en Brest. 
Ucrania estaba dividida entre varios gobiernos rivales justo cuando el 3 de marzo el gobierno de la República Soviética de Rusia firmaba su propio Tratado de Brest-Litovsk, cediendo parte de su territorio al Imperio alemán.
El 19 de marzo, el Segundo Congreso Panucraniano de los Soviets celebrado en Yekaterinoslav reorganizó la República Popular Ucraniana de los Sóviets, cambiando su nombre por el de República Soviética de Ucrania y unificándola con las vecinas de Odesa y Donetsk-Krivói Rog, sin embargo, el aunar fuerzas no fue suficiente para detener el avance alemán. 
El 9 de abril, se traslada la capital a Lugansk. Solo diez días después los alemanes entraban en Járkov. El 18 de abril todas las funciones gubernamentales reales (especialmente las militares) son asumidas por Moscú. Diez días más tarde Lugansk cae en poder alemán. El gobierno escapa a Novocherkask y finalmente, el 20 de noviembre era formalmente abolida la república. Su territorio pasa al gobierno de la República Popular Ucraniana.